# أدريا
أدريا هي بلدة ومدينة في مقاطعة روفيغو في منطقة فينيتو بشمال إيطاليا، وتقع بين مصبات نهري أديجي وبو.يمكن العثور على بقايا مدينة أتريا أوالحطرية الأترورية  تحت المدينة الحديثة، على بعد ثلاثة إلى أربعة أمتار من المستوى الحالي. كانت أدريا وسبينا هي الموانئ والمستودعات الأترورية لفيلسينا (بولونيا الآن) قد تكون أدريا قد أعطت اسمها خلال فترة مبكرة للبحر الأدرياتيكي، والذي كان متصلاً به عن طريق القنوات.

## التاريخ

### العصر القديم
كانت المستوطنات الأولى التي شُيدت في المنطقة من أصل فينيسي خلال القرنين الثاني عشر والتاسع قبل الميلاد. وتتألف من منازل متينة في الأراضي الرطبة، والتي كانت لا تزال قريبة من البحر. في ذلك الوقت، كان التيار الرئيسي لنهر بو، قناة أدريا يتدفق إلى البحر في هذه المنطقة. ازدهرت ثقافة فيلانوفان التي سميت على اسم موقع أثري في قرية فيلانوفا بالقرب من بولونيا (إتروسكان فيلسينا) في هذه المنطقة من القرن العاشر حتى أواخر القرن السادس قبل الميلاد.أسس أتريا الكلاسيكية مؤرخة من 530 إلى 520 قبل الميلاد.
قام الأتروسكان ببناء ميناء واستيطان أدريا بعد أن بدأت القناة في الجفاف تدريجياً.خلال الفترة اللاحقة من القرن السادس قبل الميلاد، استمر الميناء في الازدهار.كانت المنطقة التي يسيطر عليها الأتروسكان في وادي بو تُعرف عمومًا باسم بادانيان إتروريا  على عكس تركيزهم الرئيسي على طول الساحل التيراني جنوب نهر أرنو.
استعمر الإغريق من إيجينا  ولاحقًا من سيراكيوز بواسطة ديونيسيوس الأول المدينة وجعلها مركزًا تجاريًا. كان الإغريق يتاجرون مع فينيتي منذ القرن السادس قبل الميلاد على الأقل،  وخاصة الكهرمان، الذي جاء في الأصل من بحر البلطيق.
نتج عن التوغلاتالسلتية الجماعية في وادي بو حدوث احتكاك بين الإغريق والإتروسكان والزواج المختلط، تشهد عليه النقوش الكتابية التي تظهر عليها أسماء إتروسكان وسلتيك معًا.كانت المدينة مأهولة  قبل الأتروسكان والفينيتي والإغريق والكلت.
كتب بليني الأكبر، وهو مؤلف روماني وقائد أسطول، عن نظام القنوات في أتريا الذي كان، «أول من صنعه التوسكان [أي إتروسكان] وبالتالي تصريف مجرى النهر عبر مستنقعات أترياني المسمى البحار السبعة، مع المرفأ الشهير لمدينة أتريا التوسكانية التي كانت تسمى سابقًا أترياتيك للبحر تسمى الآن البحر الأدرياتيكي.» كانت تلك «البحار السبعة» عبارة عن بحيرات ساحلية مترابطة، مفصولة عن البحر المفتوح بحفر رملية وجزر حاجزة  وسع الأتروسكان هذا الممر المائي الداخلي الطبيعي بقنوات جديدة لتوسيع إمكانيات الملاحة لمجاري المد والجزر في نهر بو على طول الطريق شمالًا إلى أتريا. في وقت متأخر من عهد الإمبراطور فيسباسيان، كان من الممكن تجديف القوادس الضحلة من رافينا إلى قلب إتروريا.تحت الاحتلال الروماني، تنازلت المدينة عن أهميتها للمستعمرة اليونانية السابقة رافينا حيث أدى استمرار ترسب الطمي في دلتا بو إلى زيادة الواجهة البحرية إلى الشرق. يقع البحر الآن على بعد حوالي 22 كيلومتر (14 ميل) من أدريا.
أجرى كارلو بوكشي أول استكشاف لأتريا القديمة ونشرت تحت عنوان استيراد أدريا لا فينيتا.تم تسليم مجموعات عائلة بوكشي للجمهور في بداية القرن العشرين وتشكل جزءًا كبيرًا من مجموعة متحف المدينة للآثار.
هناك العديد من الأفكار المتعلقة بأصل التسمية القديمة أدريا / أتريا. تقول إحدى النظريات أنها مشتقة من الكلمة الإيليرية (لغة البندقية) adur «ماء، بحر».

### العصور الوسطى والعصر الحديث
في وقت سقوط الإمبراطورية الرومانية الغربية، فقد ميناء أدريا معظم أهميته.تراجعت أخيرًا بعد التغيير الكلي للهيدروغرافيا المحلية عام589، بعد الفيضان الكارثي الذي وثق من قبل بول الشماس،  وأصبحت أدريا إقطاعية لأبرشية رافينا.
بعد فترة من كونها بلدية مستقلة، كانت في حوزة إستي فيرارا، وفي القرن السادس عشر لجمهورية البندقية. في ذلك الوقت، كانت أدريا قرية صغيرة محاطة بالأهوار الموبوءة بالملاريا.وقد تعافت أهميته عندما بوليسيني تم استصلاحها في نفس القرن.
خلال الحروب النابليونية كانت في البداية تحت حكم فرنسا، ثم تحت النمسا، وتم تكليفها في عام 1815 بعد مؤتمر فيينا كجزء من لومباردي-فينيشيا.

## المعالم السياحية الرئيسية
- كنيسة سانتا ماريا أسونتا ديلا تومبا (الكاتدرائية سابقًا)، من العصور الوسطى ولكن أعيد بناؤها عام 1718 يضم خط معمودية مثمن الأضلاع من القرن السابع أو الثامن، مع الاسم المنحوت للأسقف الثالث لأدريا، بونو. تشمل الأعمال الفنية الأخرى العديد من اللوحات التي تعود إلى القرنين الخامس عشر والسادس عشر، وفي الكنيسة، هناك نقش من الطين يصور دورميتيو فيرجينيس ، منسوب إلى ميشيل دا فلورنسا.
- كاتدرائية أدريا، الكاتدرائية الجديدة (Cattedrale Nuova dei Santi Petro i Paulo)، مكرسة للقديسين بطرس وبولس
- Museo Archeologico Nazionale di Adria

## المدن التوأم - المدن الشقيقة
أدريا توأمة مع: 
- Ermont, France
- Lampertheim, Germany
- Maldegem, Belgium
- Rovinj, Croatia, since 1982

## روابط خارجية
- شمال إتروريا
- الهندسة والزراعة الأترورية
- موسوعة الكتاب المقدس الدولية الموحدة : "Adria"
- ريتشارد ستيلويل، أد. موسوعة برينستون للمواقع الكلاسيكية ، 1976: "أدريا (أتريا)، فينيتو، إيطاليا
- Museo Archeologico Nazionale di Adria